# Те-Анау (озеро)
Те-Анау (англ. Te Anau) — озеро в юго-западной части острова Южный (Новая Зеландия). Площадь озера составляет 348 км², что делает его вторым по площади озером Новой Зеландии (после озера Таупо) и крупнейшим озером острова Южный. Оригинальное название (на языке маори) — Te Ana-au («пещера бурлящей воды»).
Длина Те-Анау составляет около 65 км. В западной части озера расположены три крупных фьорда. Высота озера над уровнем моря составляет 210 м, максимальная глубина — 270 м.
В озеро впадает несколько рек, крупнейшей из которых является река Эглинтон, которая вытекает из озера Ганн и впадает в Те-Анау в его восточной части. Из озера вытекает река Уаиау, которая в дальнейшем впадает в озеро Манапоури. В юго-восточной части Те-Анау расположен одноимённый город.
Значительная часть озера является частью Национального парка Фьордленд.
Местность вокруг Те-Анау холмиста, а в некоторых местах гориста (особенно на западном берегу, где расположены горы высотой до 1400 м).
Озеро известно тем, что там обнаружена птица такахе, ранее считавшаяся вымершей.